# Болтинка
Болти́нка — село, расположенное в Сеченовском районе Нижегородской области, административный центр Болтинского сельсовета.

## История
Село Болтинка — старинное русское село, основанное Василием Михайловичем Болтиным в 1496 году. За многие службы Великий Московский князь Иван III в 1496 году жаловал Василию Михайловичу Болтину землю на берегу речки Сухой Медянки, где и основал поместье, ставшее известным в истории под названием Болтинка. Болтинка — родовое имение Болтиных. Дворянский род Болтиных произошёл от татарского мурзы Кутлубага, выехавшего из Золотой Орды в 1436 году на службу к Великому московскому князю Василию Васильевичу. Он был крещён и обращён в православную веру. У него родился сын Михаил Георгиевич по прозванию «Болт». От этого прозвища и пошла фамилия Болтиных. В то время вдоль берега речек и оврагов произрастало много дровяного леса, такого как дуб, липа, ясень. Имелось 174 десятины лесного массива.
Согласно «Государственным спискам памятников истории и культуры Нижегородской области», в селе есть памятник градостроительства и архитектуры — церковь (датировка объекта — XIX век, документ о приобретении статуса — приказ от 24 апреля 2000 года № 5-ОД). По данным краеведа Владимира Бакунина, каменный храм в селе был построен в 1777 году помещицей Дарьей Алексеевной Кротковой. Престолов в нём два: главный — в честь Боголюбской иконы Божией Матери, а также в приделе — во имя Архистратига Божия Михаила (часть села, где находился этот храм, называется Алекса́ндровка). В 1900 году к нему был приписан ещё один каменный храм, построенный местными крестьянами, с двумя престолами: главный — в честь Боголюбской иконы Божией Матери (в 1900 году он был ещё не освящён), а также в трапезном приделе — в честь Рождества Христова. При храме находилась деревянная усыпальница. Тем не менее эти объекты не сохранились, а на месте болтинской церкви был построен кирпичный новодел. На окраине села — мощный минерализованный Боголюбский источник.

## Население
| 2002 | 2010 |
| ---- | ---- |
| 815  | ↘671 |

## Экономика
По берегу речки Сухой Медянки имеется много родников, полезных для здоровья. На одном из них образовано и работает предприятие ООО «Родник» по производству минеральной воды под торговой маркой «Болти́нская».